# Ulrich Zwingli
Ulrich Zwingli (eller Huldrych Zwingli) (født 1. januar 1484 i Wildhaus, Schweiz, død 11. oktober 1531 i Kappel am Albis) var en teolog, der regnes som grundlægger af den reformerte kirke.
Zwingli studerede i Wien og Basel og gjorde tjeneste som præst i Zürich fra 1519. Han var fra begyndelsen af tilhænger af Erasmus af Rotterdam, men udviklede efter 1519 en reformatorisk opfattelse i forbindelse med sine studier af Paulus og Augustin. Efter nogle disputter med katolikkerne anerkendte magistraten Zwinglis standpunkt som det rette, og reformationen blev gennemført i Zürich.
I 1530 havde Zwinglis reformation spredt sig til Bern, Basel, Bodensø-området og Strasbourg. Derimod mislykkedes forsøget på at udbrede den med magt til de katolske kantoner i Schweiz. Zwingli faldt i slaget ved Kappeln den 11. oktober 1531, hvor han deltog som feltpræst.
Forsøget på at nå et fælles standpunkt med Martin Luther ved Religionssamtalerne i Marburg (Marburger Religionsgespräche) i 1529 mislykkedes på grund af uenighed om nadveren. Zwingli så på nadveren som en symbolsk handling, mens Luther mente, at Jesu Kristi kød og blod virkelig er til stede i brød og vin (realpræsens).
Gennem Heinrich Bullinger, Zwinglis efterfølger som leder for kirken i Zürich, virkede Zwinglis lære videre og øvede indflydelse på den reformerte teologi, dog i mindre omfang end Jean Calvin.

## Værker
- De vera et falsa religione (Zürich 1525)
- Amica exegesis (1527)
- Fidei ratio (Zürich 1530)
- Christianae fidei brevis et clara expositio ad regem christianum (Zürich 1536)
- Sämtliche Werke (Zürich 1545 u. 1581)